# Орский педагогический институт
Орский государственный педагогический институт имени Т. Г. Шевченко — педагогическое высшее учебное заведение, основанное 8 сентября 1937 года и вошедшее 27 мая 1998 года в состав Оренбургского государственного университета.

## Основная история
8 сентября 1937 года Приказом Народного комиссариата просвещения РСФСР № 1578 в городе Орске было основано педагогическое училище. Срок обучения в училище составлял три года, состав педагогических кадров состоял из шестнадцати преподавателей, первый набор студентов состоял из ста девятнадцати учащихся. В 1943 году в период Великой Отечественной войны число педагогов составляли двадцать человек, число учащихся составляло двести девять студентов, обучающихся в две смены.
1 августа 1949 года Приказом министра просвещения РСФСР № 479 на базе педагогического училища был создан Орский учительский институт для подготовки учителей средних общеобразовательных школ. Срок обучения составлял два года, в структуру института входили три факультета.
11 апреля 1952 года Приказом Министерства просвещения РСФСР № 277 Орский учительский институт был реорганизован в Орский государственный педагогический институт в составе двух факультетов: физико-математического и филологического (для обучения учителей русского языка с правом преподавания иностранного языка). В 1952 году создаётся кафедра физического воспитания. В 1959 году в составе института появляется факультет педагогики и методики начального обучения, в 1962 году — факультет иностранных языков, в 1982 году — факультет трудового обучения и в 1992 году — факультет дошкольной педагогики и психологии.
С 1956 года в институте начали выходить «Учёные записки Орского государственного педагогического института». В 1961 году Постановлением Совета министров РСФСР № 263 Орскому государственному педагогическому институту было присвоено имя украинского поэта, прозаика, мыслителя, этнографа и общественного деятеля Т. Г. Шевченко. С 1937 по 1998 год ОГПИ имени Т. Г. Шевченко было подготовлено десятки тысяч учителей для начальной и средней общеобразовательной школы.
27 мая 1998 года Распоряжением Правительства Российской Федерации № 608-р и Приказом Министерства просвещения Российской Федерации № 1728 ОГПИ имени Т. Г. Шевченко был объединён с Орским филиалом Всесоюзного заочного политехнического института и созданием на их базе
Орского гуманитарно-технологического института, в качестве филиала вошедшего в Оренбургский государственный университет.

## Руководство
- Павел Иванович Соловьёв (1937—1941)
- Данил Моисеевич Скуратовский (1941—1945)
- Павел Александрович Архангельский (1945—1947)
- Сергей Петрович Букин (1947—1949)
- Фёдор Константинович Алимов (1949—1952)
- Александр Фёдорович Пархоменко (1952—1962)
- Степан Яковлевич Проскурин (19...? - 1976)
- Виктор Николаевич Янцен (1976—1992)
- Геннадий Анатольевич Мелекесов (1992—1998)[1][2][3]

## Известные выпускники и преподаватели
- Горстков, Евгений Николаевич — заслуженный мастер спорта СССР, четырёхкратный абсолютный чемпион СССР, четырёхкратный чемпион СССР, двукратный чемпион Европы.
- Ведмицкий, Александр Никитович — украинский советский литературовед, поэт, прозаик, педагог
- Большаков, Леонид Наумович — заслуженный деятель науки Российской Федерации, Заслуженный работник культуры Украины. Лауреат Государственной премии Украины имени Тараса Шевченко
- Вачков, Игорь Викторович — доктор психологических наук, профессор
- Мешков, Юрий Анатольевич — доктор филологических наук, профессор
- Портнов, Юрий Михайлович — доктор педагогических наук, профессор, академик РАО. Заслуженный деятель науки РФ
- Галахов, Евгений Владимирович — мастеру спорта международного класса, пятикратный чемпион России по силовому троеборью
- Абсалямов, Муслим Бахтиярович — заслуженный учитель школы БАССР